# Новый Майдан (Нижегородская область)
Новый Майдан — село в Лукояновском районе Нижегородской области. Входит в состав Шандровского сельсовета.

## География
Находится в южной части Нижегородской области на расстоянии приблизительно 20 километров по прямой на юго-запад от города Лукоянов, административного центра района.

## Население
Постоянное население составляло 72 человека (русские 97%) в 2002 году, 34 в 2010.